# Tilia petiolaris
Tilia petiolaris är en malvaväxtart som beskrevs av Dc.. Tilia petiolaris ingår i släktet lindar, och familjen malvaväxter. Inga underarter finns listade i Catalogue of Life.